# Julian Love
Julian Love (Westchester, Illinois, 19 de marzo de 1998) es un jugador profesional estadounidense de fútbol americano que se desempeña en la posición de safety en Seattle Seahawks, equipo de la National Football League (NFL).

## Carrera
Fue seleccionado en la cuarta ronda en la Reunión Anual de Selección de Jugadores de la NFL de 2019. Hizo su debut profesional con el equipo New York Giants, en el cual jugó cuatro temporadas (2019-2023), luego pasó a Seattle Seahawks, donde lleva jugando una temporada.